# Sergei Anatoljewitsch Petrenko (Fußballspieler)
Sergei Anatoljewitsch Petrenko (russisch Сергей Анатольевич Петренко; * 7. Juli 1955 in Moskau) ist ein ehemaliger russischer Fußballspieler, der vorwiegend im Mittelfeld agierte und nach seiner aktiven Laufbahn als Fußballtrainer tätig war.

## Laufbahn
Petrenko stand während seiner aktiven Laufbahn von 1972 bis 1985 ausschließlich bei seinem Heimatverein Torpedo Moskau unter Vertrag, mit dem er gleich in seiner ersten Spielzeit 1972 den Fußballpokal der Sowjetunion und im Herbst 1976 den sowjetischen Meistertitel gewann. In den Jahren 1977 und 1982 erreichte er mit Torpedo ebenfalls die Finalspiele um den Sowjetpokal, scheiterte aber im ersten Versuch am Stadtrivalen Dynamo Moskau und im zweiten Versuch an Dynamo Kiew.
Unmittelbar nach Beendigung seiner aktiven Laufbahn wechselte Petrenko in den Trainerstab von Torpedo. Seit 1985 betreute er diverse Reservemannschaften und war auch als Assistenztrainer der ersten Mannschaft im Einsatz. In den Jahren 1997 und 1998 war er erstmals als Cheftrainer einer Erstligamannschaft im Einsatz, als er den neu gegründeten Verein Torpedo-SIL betreute. Im Juli 2002 übernahm er das Amt des Cheftrainers bei seinem ehemaligen Verein Torpedo Moskau, das er bis September 2006 ausübte. Seither hatte er verschiedene kurzzeitige Engagements und war zuletzt (2013/14) beim Zweitligisten FK Jenissei Krasnojarsk im Einsatz.

## Erfolge
- Sowjetischer Meister: Herbst 1976
- Sowjetischer Pokalsieger: 1972